# Arrondissement Mamers
Das Arrondissement Mamers ist eine Verwaltungseinheit im französischen Département Sarthe innerhalb der Region Pays de la Loire. Verwaltungssitz (Unterpräfektur) ist Mamers.
Es besteht aus sieben Kantonen und 191 Gemeinden.

## Kantone
- Bonnétable (mit 10 von 23 Gemeinden)
- La Ferté-Bernard
- Loué (mit 14 von 43 Gemeinden)
- Mamers
- Saint-Calais
- Savigné-l’Évêque
- Sillé-le-Guillaume

## Gemeinden
Die Gemeinden des Arrondissements Mamers sind:
| 1. Aillières-Beauvoir (72002)           | 2. Ancinnes (72005)                    | 3. Arçonnay (72006)                     | 4. Ardenay-sur-Mérize (72007)          |
| 5. Assé-le-Boisne (72011)               | 6. Assé-le-Riboul (72012)              | 7. Avesnes-en-Saosnois (72018)          | 8. Avezé (72020)                       |
| 9. Beaufay (72026)                      | 10. Beaumont-sur-Sarthe (72029)        | 11. Beillé (72031)                      | 12. Berfay (72032)                     |
| 13. Bernay-Neuvy-en-Champagne (72219)   | 14. Bérus (72034)                      | 15. Bessé-sur-Braye (72035)             | 16. Béthon (72036)                     |
| 17. Blèves (72037)                      | 18. Boëssé-le-Sec (72038)              | 19. Bonnétable (72039)                  | 20. Bouër (72041)                      |
| 21. Bouloire (72042)                    | 22. Bourg-le-Roi (72043)               | 23. Briosne-lès-Sables (72048)          | 24. Champfleur (72056)                 |
| 25. Champrond (72057)                   | 26. Chenay (72076)                     | 27. Chérancé (72078)                    | 28. Chérisay (72079)                   |
| 29. Cherré-Au (72080)                   | 30. Cogners (72085)                    | 31. Commerveil (72086)                  | 32. Conflans-sur-Anille (72087)        |
| 33. Congé-sur-Orne (72088)              | 34. Conlie (72089)                     | 35. Connerré (72090)                    | 36. Contilly (72091)                   |
| 37. Cormes (72093)                      | 38. Coudrecieux (72094)                | 39. Courcemont (72101)                  | 40. Courcival (72102)                  |
| 41. Courgains (72104)                   | 42. Courgenard (72105)                 | 43. Crissé (72109)                      | 44. Cures (72111)                      |
| 45. Dangeul (72112)                     | 46. Degré (72113)                      | 47. Dehault (72114)                     | 48. Dollon (72118)                     |
| 49. Domfront-en-Champagne (72119)       | 50. Doucelles (72120)                  | 51. Douillet (72121)                    | 52. Duneau (72122)                     |
| 53. Écorpain (72125)                    | 54. Fatines (72129)                    | 55. Fresnay-sur-Sarthe (72138)          | 56. Fyé (72139)                        |
| 57. Gesnes-le-Gandelin (72141)          | 58. Grandchamp (72142)                 | 59. Gréez-sur-Roc (72144)               | 60. Jauzé (72148)                      |
| 61. Juillé (72152)                      | 62. La Bosse (72040)                   | 63. La Chapelle-du-Bois (72062)         | 64. La Chapelle-Huon (72064)           |
| 65. La Chapelle-Saint-Fray (72066)      | 66. La Chapelle-Saint-Rémy (72067)     | 67. La Ferté-Bernard (72132)            | 68. La Quinte (72249)                  |
| 69. Lamnay (72156)                      | 70. Lavardin (72157)                   | 71. Lavaré (72158)                      | 72. Le Breil-sur-Mérize (72046)        |
| 73. Le Grez (72145)                     | 74. Le Luart (72172)                   | 75. Le Tronchet (72362)                 | 76. Les Aulneaux (72015)               |
| 77. Les Mées (72192)                    | 78. Livet-en-Saosnois (72164)          | 79. Lombron (72165)                     | 80. Louvigny (72170)                   |
| 81. Louzes (72171)                      | 82. Lucé-sous-Ballon (72174)           | 83. Maisoncelles (72178)                | 84. Mamers (72180)                     |
| 85. Maresché (72186)                    | 86. Marolles-les-Braults (72189)       | 87. Marolles-lès-Saint-Calais (72190)   | 88. Marollette (72188)                 |
| 89. Melleray (72193)                    | 90. Meurcé (72194)                     | 91. Mézières-sous-Lavardin (72197)      | 92. Mézières-sur-Ponthouin (72196)     |
| 93. Moitron-sur-Sarthe (72199)          | 94. Moncé-en-Saosnois (72201)          | 95. Monhoudou (72202)                   | 96. Montaillé (72204)                  |
| 97. Montfort-le-Gesnois (72241)         | 98. Montmirail (72208)                 | 99. Montreuil-le-Chétif (72209)         | 100. Mont-Saint-Jean (72211)           |
| 101. Moulins-le-Carbonnel (72212)       | 102. Nauvay (72214)                    | 103. Neufchâtel-en-Saosnois (72215)     | 104. Neuvillalais (72216)              |
| 105. Neuvillette-en-Charnie (72218)     | 106. Nogent-le-Bernard (72220)         | 107. Nouans (72222)                     | 108. Nuillé-le-Jalais (72224)          |
| 109. Oisseau-le-Petit (72225)           | 110. Panon (72227)                     | 111. Parennes (72229)                   | 112. Peray (72233)                     |
| 113. Pezé-le-Robert (72234)             | 114. Piacé (72235)                     | 115. Pizieux (72238)                    | 116. Préval (72245)                    |
| 117. Prévelles (72246)                  | 118. Rahay (72250)                     | 119. René (72251)                       | 120. Rouessé-Fontaine (72254)          |
| 121. Rouessé-Vassé (72255)              | 122. Rouez (72256)                     | 123. Rouperroux-le-Coquet (72259)       | 124. Ruillé-en-Champagne (72261)       |
| 125. Saint-Aignan (72265)               | 126. Saint-Aubin-de-Locquenay (72266)  | 127. Saint-Aubin-des-Coudrais (72267)   | 128. Saint-Calais (72269)              |
| 129. Saint-Calez-en-Saosnois (72270)    | 130. Saint-Célerin (72271)             | 131. Saint-Christophe-du-Jambet (72273) | 132. Saint-Corneille (72275)           |
| 133. Saint-Cosme-en-Vairais (72276)     | 134. Saint-Denis-des-Coudrais (72277)  | 135. Sainte-Cérotte (72272)             | 136. Sainte-Sabine-sur-Longève (72319) |
| 137. Saint-Georges-du-Rosay (72281)     | 138. Saint-Georges-le-Gaultier (72282) | 139. Saint-Gervais-de-Vic (72286)       | 140. Saint-Jean-des-Échelles (72292)   |
| 141. Saint-Léonard-des-Bois (72294)     | 142. Saint-Longis (72295)              | 143. Saint-Maixent (72296)              | 144. Saint-Marceau (72297)             |
| 145. Saint-Mars-la-Brière (72300)       | 146. Saint-Martin-des-Monts (72302)    | 147. Saint-Michel-de-Chavaignes (72303) | 148. Saint-Ouen-de-Mimbré (72305)      |
| 149. Saint-Paterne - Le Chevain (72308) | 150. Saint-Paul-le-Gaultier (72309)    | 151. Saint-Pierre-des-Ormes (72313)     | 152. Saint-Rémy-de-Sillé (72315)       |
| 153. Saint-Rémy-des-Monts (72316)       | 154. Saint-Rémy-du-Val (72317)         | 155. Saint-Symphorien (72321)           | 156. Saint-Ulphace (72322)             |
| 157. Saint-Victeur (72323)              | 158. Saint-Vincent-des-Prés (72324)    | 159. Saosnes (72326)                    | 160. Savigné-l’Évêque (72329)          |
| 161. Sceaux-sur-Huisne (72331)          | 162. Ségrie (72332)                    | 163. Semur-en-Vallon (72333)            | 164. Sillé-le-Guillaume (72334)        |
| 165. Sillé-le-Philippe (72335)          | 166. Sougé-le-Ganelon (72337)          | 167. Soulitré (72341)                   | 168. Souvigné-sur-Même (72342)         |
| 169. Surfonds (72345)                   | 170. Tennie (72351)                    | 171. Terrehault (72352)                 | 172. Théligny (72353)                  |
| 173. Thoigné (72354)                    | 174. Thoiré-sous-Contensor (72355)     | 175. Thorigné-sur-Dué (72358)           | 176. Torcé-en-Vallée (72359)           |
| 177. Tresson (72361)                    | 178. Tuffé Val de la Chéronne (72363)  | 179. Val d’Étangson (72128)             | 180. Val-de-la-Hune (72382)            |
| 181. Valennes (72366)                   | 182. Vancé (72368)                     | 183. Vernie (72370)                     | 184. Vezot (72372)                     |
| 185. Vibraye (72373)                    | 186. Villaines-la-Carelle (72374)      | 187. Villaines-la-Gonais (72375)        | 188. Villeneuve-en-Perseigne (72137)   |
| 189. Vivoin (72380)                     | 190. Vouvray-sur-Huisne (72383)        |                                         |                                        |

## Ehemalige Gemeinden seit der landesweiten Neuordnung der Kantone
bis 2024: Saint-Mars-de-Locquenay, Volnay
bis 2018: Neuvy-en-Champagne, Bernay-en-Champagne, Cherré, Cherreau, Fresnay-sur-Sarthe, Coulombiers, Saint-Germain-sur-Sarthe, Marolles-les-Braults, Dissé-sous-Ballon, Évaillé, Sainte-Osmane
bis 2016: Le Chevain, Saint-Paterne
bis 2015: Saint-Hilaire-le-Lierru, Tuffé